# モリス・コーエン
モリス・"二挺拳銃"・コーエン（Morris "Two-Gun" Cohen 1887年 - 1970年）はポーランド生まれのイギリスの冒険家。孫文の副官、中国軍の陸軍少将として知られた。

## 生い立ち
コーエンは1887年8月3日、ポーランド立憲王国・ラザヌフの正統派ユダヤ人家庭に生まれた。父は車輪職人のヨーゼフ・レイブ・ミアルチン、母はシャインデル・リプシッツであった。ポグロムから逃れるために、1889年に一家はイギリスへ移住し、イースト・ロンドンに定住。ヨーゼフは繊維工場で働いた。家族は発音しやすいよう姓を「コーエン」に改め、アブラハムは「モリス」や「モイシェ」と名乗るようになった。ただしコーエンの助手チャールズ・ドレイジによる伝記を信ずるなら、コーエンはロンドンに移住したばかりのポーランド系ユダヤ人の家庭に生まれたとのことで、出生の場所に食い違いがある。
コーエンはユダヤ人フリースクールよりも、ロンドンの劇場、通り、市場、食べ物、ボクシング場をこよなく愛していた。そして1900年4月、「スリを試みた疑いのある人物」として逮捕された。裁判官は、ロスチャイルド卿らが設立した、問題を抱えたユダヤ人少年を保護・訓練する施設「ヘイズ職業訓練学校（Hayes Industrial School）」への収容を命じた。1905年に釈放された後、コーエンの両親は、息子モリスの更生を願い、彼をカナダ西部へと送り出した。新世界の新鮮な空気と広大な大地が、彼の生活を立て直すことを期待してのことだった。
コーエンは最初、サスカチュワン州ホワイトウッド近郊の農場で働いた。土地を耕し、家畜の世話をし、銃の撃ち方やカードの遊び方を覚えた。1年間そのように過ごした後、西部の州々を放浪し始め、カーニバルの香具師、博徒、カード詐欺師、スリ、ポン引き、そして成功した不動産仲介業者として生計を立てた。彼の活動のいくつかは彼を刑務所に入れ、特に彼は16歳未満の少女との性的関係のためにウィニペグで投獄され　た。

またコーエンは、カナダ太平洋鉄道で働くためにやって来た中国人移民たちと親しくなった。彼は彼らとの仲間意識や食事を気に入り、サスカトゥーンでは強盗に襲われていた中華料理店の店主を助けた。ロンドンの路地裏で培った彼の経験が役に立ち、強盗を殴って気絶させ、通りへと投げ出した。
このような行動は当時としては極めて異例であった。20世紀初頭のカナダでは、白人が中国人を助けることなどほとんどなかった。しかしユダヤ人であるコーエンは、弱者としての中国人に共感を覚えた。彼自身、社会から疎外されたアウトサイダーとしての経験があり、その辛さをよく知っていたのである。 —— Daniel S. Levy, author of Two-Gun Cohen: A Biography.
中国人たちはコーエンを温かく迎え入れ、やがて彼を孫文の反満組織「中国同盟会」に招いた。コーエンは在外中国人の擁護者となり、孫文の思想を学び始めた。その後、モリス・コーエンは隣接するアルバータ州の州都エドモントンへ移り、同市有数の不動産代理店のマネージャーに就任した。また、アルバータ州の司法長官チャールズ・ウィルソン・クロス卿の個人的推薦により、「適格かつ相応しき人物」にのみ与えられる宣誓委員（Commissioner of Oaths）にも任命された。彼はこの立場を活かして、中国人移民の帰化を支援した。
第一次世界大戦前のエドモントンで、コーエンはその波乱万丈の軍歴の第一歩を踏み出した。彼は孫文のカナダにおける代表機関のために、中国人コミュニティの人々を募兵し、隊列訓練や小銃射撃を教え始めた。

## 軍歴
第一次世界大戦の勃発に伴い、エドモントンの不動産市場は低迷した。収入を失ったコーエンはカナダ海外派遣軍の第218大隊に入隊し軍曹となり、訓練のためカルガリーのサーシー野営地に移った。彼は地元新聞にたびたび取り上げられる存在となり、その多くは法との衝突に関するものであった。1916年10月には、カルガリー市警との衝突後、騒乱行為で起訴された13人の兵士の1人となったが、自ら弁護を務めて無罪を勝ち取り、カルガリー・ヘラルド紙は彼の「驚くべき法廷手続きの知識」を称賛した。
コーエンは第一次世界大戦中、カナダ軍鉄道隊（Canadian Railway Troops）の一員としてヨーロッパで従軍し、その任務の一環として中国労工旅（Chinese Labour Corps）の監督にも従事した。また、パッシェンデールの戦いでは激しい戦闘も経験している。戦後、彼はカナダに戻ったが、経済は低迷しており、不動産ブームの時代はすでに終わっていた。新たな道を模索していたコーエンは、1922年に孫文のためにNorthern Construction社およびJW Stewart Ltd.との鉄道契約を成立させるべく中国へ向かった。上海に到着した彼は、孫文の英字紙『Shanghai Gazette』で働いていたニューヨーク出身のジャーナリスト、ジョージ・ソコルスキーを訪ねた。ソコルスキーの仲介により、孫文の英語秘書である陳友仁との面談が設定され、コーエンは雇用されることとなった。コーエンはすぐに孫文の住まいであるフランス租界のモリエール通り29番地に身を落ち着け、仕事に取りかかった。
上海や広州（当時の呼称：広東）において、コーエンは孫文の小規模な武装部隊にボクシングや射撃を訓練し、自らを孫文の副官および陸軍の代理大佐であると称していた。幸いなことに、彼の中国語の能力が不十分（せいぜい広東語のピジンを話せる程度）であったにもかかわらず、それが大きな問題にはならなかった。というのも、孫文やその妻の宋慶齢、その他多くの側近たちは欧米で教育を受けており、英語を話せたためである。コーエンは同僚たちから「馬坤（Ma Kun）」と呼ばれるようになり、やがて孫文の主要な護衛の一人となり、会議や戦地にも常に付き添う存在となった。
ある戦闘で銃弾がかすった後、コーエンは「もし腕のどちらかが負傷したらどうするか」と考えるようになった。そして彼は予備のリボルバーを携帯し始め、自分が両利きであることに気づいた。二丁の銃を携えた孫文の護衛に対し、西洋人社会は興味を抱き、彼を「二丁拳銃のコーエン（Two-Gun Cohen）」と呼ぶようになった。
1925年に孫文が癌で死去すると、コーエンは南方の中国国民党指導者たちのもとで働くようになった。孫文の息子・孫科や、義兄で銀行家の宋子文、さらに李済深や陳済棠といった軍閥の下でも活動した。コーエンは蔣介石の黄埔軍官学校校長時代から知り合いであったが、コーエンは蔣と対立する南方系の指導者と連携していたため、関係は浅かった。コーエンは主に彼らの警備を担当し、武器や砲艦の調達を行った。やがて彼は「代理将軍（acting general）」の階級を得たが、実際に部隊を指揮したことはなかった。
コーエンは香港でも長く過ごし、ユダヤ人クラブでポーカーをしたり、手品を披露したりしていた。1937年に日本が中国へ侵攻すると、彼は喜んで抗戦に加わった。中国側のために武器をかき集め、さらにはイギリスの諜報機関である特殊作戦執行部（SOE）のためにも活動した。彼は、日本軍が中国民衆を大量虐殺するために毒ガスを使用している証拠を突き止めたとされている。1941年12月8月からの香港の戦いに際して、現地にいたコーエンは宋慶齢とその姉・宋靄齢をイギリス植民地から陪都重慶へと脱出させる最後の飛行機の一つに乗せて逃がした。
コーエンは香港に残って戦い、同月末に香港が陥落すると、日本軍によって赤柱抑留所に投獄された。そこで彼は日本兵にひどく殴打され、長い間苦しむこととなったが、1943年末に実現した貴重な民間人本国送還の一環で釈放された。1943年12月、彼はモントリオールに到着した。

## 晩年
コーエンはモントリオールに落ち着き、婦人服ブティックを経営して成功していたアイダ・ジュディス・クラークと結婚した。彼はしばしば中国を再訪し、仕事やビジネスの関係を築こうと試みたが、実際には旧友を訪ねたり、ホテルのロビーに座って、自らの武勇伝——その多くは誇張された話であった——を語ることが主だった。彼自身の神話づくりと、彼についての伝説を作りたがる他人たちの願望が相まって、「現代中国の建国に関わった」という主張から、「宋慶齢と恋仲だった」「1920年代にカナダに妻がいた」といった荒唐無稽な話まで、数多くの誤情報が生まれることになった。
I1947年、新たに設立された国際連合がパレスチナ分割決議を巡る議論を開始し、国連パレスチナ特別委員会の勧告に基づく審議が行われた際、コーエンはサンフランシスコへ飛び、中国代表団が分割に反対票を投じようとしていると知ると、その代表を説得し、棄権に転じさせた。1949年の中国共産党による政権奪取以降も、コーエンは台湾と中国本土を自由に行き来できる数少ない人物の一人であった。しかし、こうした長期の不在が結婚生活に影響を及ぼし、1956年に妻ジュディスと離婚した。
その後、コーエンはイングランド・サルフォードで未亡人となっていた姉のリア・クーパーと同居し、兄弟姉妹や甥姪たちに囲まれて、愛される家長として余生を過ごした。孫文の忠実な側近であったという評価は、彼が中国国民党と中国共産党の双方の指導者たちと良好な関係を維持する助けとなり、やがてヴィッカース社（航空機）、ロールス・ロイス社（エンジン）、デッカ・レーダー社とのコンサルティング契約を取り付けることにもつながった。

コーエンが最後に中国を訪れたのは、1966年、文化大革命の始まりの頃であり、周恩来の名誉ある客人として招かれた際であった。彼は1970年9月7日、サルフォードで亡くなった。マンチェスターのブラックリー・ユダヤ人墓地に埋葬され、その墓碑にはヘブライ語と英語で刻まれた文字が並んでいる。共産党と国民党という対立する両勢力と良好な関係を築いていたコーエンの葬儀には、両陣営の代表が同時に参列するという極めて稀な出来事が起こった。
1. 1 2 3 4 5 6 7 8 9 10 11 12 13 14 15 16  Levy, Daniel S. (2020年12月27日). “Two-Gun Cohen: Artful dodger turned Chinese legend and hero of Israel”. The Jerusalem Post 2021年5月18日閲覧。
2. ↑  Evans, Brian L.; Yarhi, Eli (29 January 2008). "Morris "Two-Gun" Cohen". The Canadian Encyclopedia. 2018年11月28日閲覧。
3. 1 2 3 4 5 6 7  Brennan, Brian (2001). Alberta originals : stories of Albertans who made a difference. Internet Archive. Calgary, Alta. : Fifth House. pp. 63–66. ISBN 978-1-894004-76-3
4. ↑  1 April 1913 appointments made under the provisions of "An Act Respecting Commissioners to Administer Oaths".
5. ↑  Alderton, Michael (2006). “In Chinese Company”. Points East 21 (2):  19.
6. ↑  Krasno, Rena (2001). "Two-Gun Cohen’s Tomb in Manchester". Points East 16 (2): 9 & 10